# Juliusz Marian Bandrowski
Juliusz Marian Bandrowski (ur. 18 grudnia 1855 w Rawie Ruskiej, zm. 28 grudnia 1919 w Zakliczynie) − lekarz, dyrektor teatru, dziennikarz, działacz społeczny.

## Życiorys
Urodził się 18 grudnia 1855 w Rawie Ruskiej jako syn starosty Jana Ignacego i jego żony Wilhelminy Ambros de Rechtenberg. Uczył się w szkole bazylianów w Buczaczu oraz w gimnazjum we Lwowie. Ukończył studia na wydziale lekarskim Uniwersytetu Jagiellońskiego. Porzucił zawód lekarza i podejmuje pracę w redakcji "Afisza Teatralnego", od 1895 wspólnie z Ludwikiem Hellerem prowadzi jako dyrektor teatr we Lwowie.
Pod koniec 1898 rezygnuje z urzędu dyrektora teatru i wyjeżdża do Krakowa. Pracuje jako dziennikarz i prowadzi praktykę lekarską oraz zajmuje się propagowaniem polskich uzdrowisk.
W następnych latach przenosi się do Warszawy, jest redaktorem "Sceny i Sztuki" w latach 1907-1909. Zmarł 28 grudnia 1919 w Zakliczynie.
Żonaty z Heleną z domu Kaden, z którą ma trzech synów: Jerzego, Juliusza i Tadeusza.